# Margit Hertlein
Margit Hertlein (* 17. Juni 1953 in Nürnberg) ist eine deutsche Kommunikationstrainerin sowie Keynote-Speaker. Als Autorin verfasst sie Sachbücher, Artikel, Aufsätze und Podcasts zum Thema Humor und Kreativität in Unternehmen.

## Leben und Werk
Margit Hertlein studierte Ethnologie und Betriebswirtschaftslehre und gründete nach dem Studium einen Zubehörversandhandel für VW-Busse. Anschließend war sie Geschäftsführerin in einem VW Autohaus. Danach wechselte sie in die Weiterbildung und betätigte sich als Trainerin/Coach und Rednerin.
Sie ist Business-Trainerin, team Management System (TMS) Trainerin und Reiss Profile Master. Des Weiteren erhielt sie Aus- und Weiterbildungen z. B. in Suggestopädie.

## Veröffentlichungen
- Margit Hertlein: Raus aus dem Jammersumpf Heiter und humorvoll ans Ziel kommen, Ariston Sachbuch, ISBN 978-3-424-20101-7
- Margit Hertlein: Präsentieren – vom Text zum Bild, Rowohlt Sachbuch 61571, ISBN 3-499-61571-1
- Margit Hertlein: Mind Mapping – Die kreative Arbeitstechnik Spielerisch lernen und organisieren, Rowohlt Sachbuch 61190 ISBN 3-499-61190-2
- Margit Hertlein: Frauen reden anders – Selbstbewusst und erfolgreich im Jobtalk, Rowohlt Sachbuch 1490, ISBN 3-499-60510-4
- Margit Hertlein: Meine 24 Lieblingsrätsel, Hellhörig Verlag, ISBN 978-3-00-020461-6
- Margit Hertlein: Meine 24 Lieblingsgeschichten, Hellhörig Verlag, ISBN 978-3-00-020462-3
- Hans Heß/Hrsg.: Erzählbar: 111 Top-Geschichten für den professionellen Einsatz in Seminar und Coaching, managerSeminare, ISBN 978-3941965324